# Luxemburgo en los Juegos Olímpicos de París 1900
Luxemburgo estuvo representado en los Juegos Olímpicos de París 1900 por un deportista masculino que compitió en atletismo.
Michel Théato ganó la medalla de oro en la prueba de maratón (atletismo). Durante mucho tiempo, se asumió que era francés, y sólo a finales del siglo XX se descubrió que nació en Luxemburgo. Esto lo hacía el primer medallista Olímpico de su país, pero el Comité Olímpico Internacional afirma que él compitió por Francia, y de ahí que la medalla se acredite a este país.